# Makarove, Stanîcino-Luhanske
Makarove (în ucraineană Макарове) este un sat în comuna Valuiske din raionul Stanîcino-Luhanske, regiunea Luhansk, Ucraina.

## Demografie
Componența lingvistică a localității Makarove
     Rusă (91,6%)
     Ucraineană (8,23%)
Conform recensământului din 2001, majoritatea populației localității Makarove era vorbitoare de rusă (91,6%), existând în minoritate și vorbitori de ucraineană (8,23%).